# Vassos Lyssaridis
Vassos Lyssaridis (en grec Βάσος Λυσσαρίδης) est un homme politique chypriote né le 13 mai 1920 et mort le 26 avril 2021.

## Biographie
Il étudie la médecine à l’université nationale capodistrienne d’Athènes. 
Membre du parti communiste chypriote AKEL qui était défavorable aux mouvements anticolonialistes chypriote, Lyssarides quitte l'AKEL en 1955 pour entrer dans l'EOKA et participe à la lutte armée contre les forces britanniques, qui aboutit à l’indépendance de l'ile en 1960. En 1969, il fonda l’EDEK, dont il fut le président jusqu’en 2002.
Entre 1985 et 1991, il fut président du Parlement de Chypre.